# Vladisovo
Vladisovo es una localidad de Croacia en el ejido del municipio de Staro Petrovo Selo, condado de Brod-Posavina.

## Geografía
Se encuentra a una altitud de 198 msnm a 156 km de la capital nacional, Zagreb.

## Demografía
En el censo 2011 el total de población de la localidad fue de 14 habitantes.
| Gráfica de población de Vladisovo 1857-2011                         |
|                                                                     |
| Según los censos de población de la oficina estadística de Croacia. |